# Job Vissers

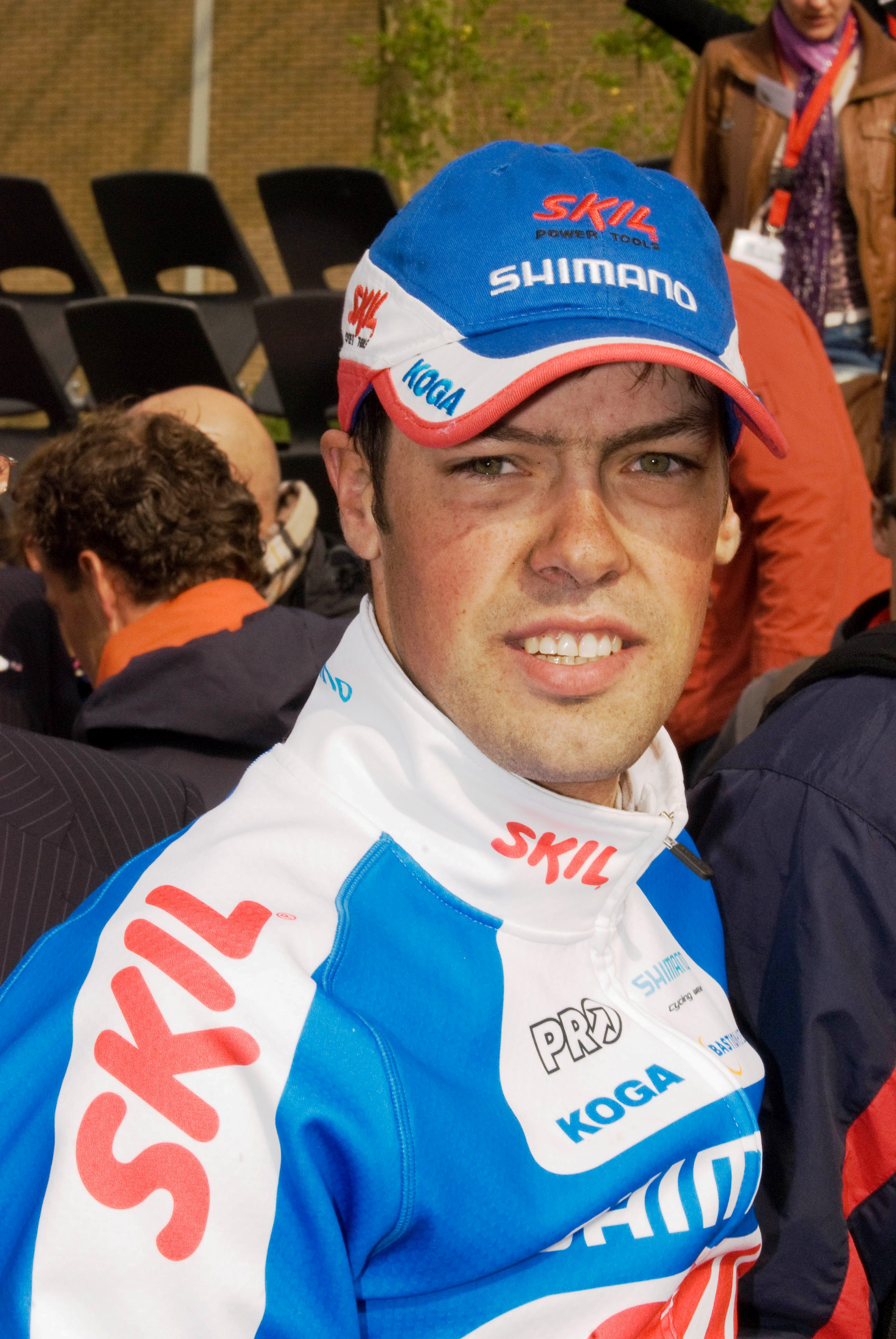
Job Vissers (2010)

Job Vissers (* 15. November 1984) ist ein niederländischer Radrennfahrer.
Job Vissers wurde 2005 Dritter bei dem Eintagesrennen Brüssel-Zepperen. Im nächsten Jahr wurde er auch Dritter bei der Ronde van Zuid-Holland und fuhr für das niederländische Continental Team Löwik Meubelen. In der Saison 2007 wurde er jeweils Zweiter bei der Ronde van Zuid-Holland und bei der Omloop van de Braakman. Er gewann die erste Etappe der Ronde van Midden-Brabant. 2008 war er bei der Omloop der Kempen erfolgreich.

## Erfolge
2008
- Omloop der Kempen

2010
- Ronde van Overijssel

## Teams
- 2006 Löwik Meubelen (ab 3. April)

- 2009 Skil-Shimano (Stagiaire)
- 2010 Skil-Shimano